# 我要活下去：非洲
《幸存者：非洲》是美國真人實境秀《幸存者》系列的第三季，於2001年11月11日首播。